# Церцел
Церцел (рум. Țărțăl) — село у повіті Долж в Румунії. Входить до складу комуни Теслуй.
Село розташоване на відстані 159 км на захід від Бухареста, 27 км на південний схід від Крайови.

## Населення
За даними перепису населення 2002 року у селі проживали 294 особи, усі — румуни. Усі жителі села рідною мовою назвали румунську.